# Тверський літопис
Тверськи́й літо́пис, або Тверський збірник —  російський літопис XVI ст., що містить значні фрагменти тверського літописання кінця XIII—XV ст. Розповідає події, пов'язані із історією Русі й Твері, «від Адама» до 7007 (1499) року. Зберігся у трьох списках XVII ст. українського походження — Погодінському, Забелінському і Толстовському. Написаний 1534 року сумішшю давньоруської, церковнослов'янської і московської (староросійської) мов. Упорядник збірника — ростовський селянин, що не отримав шкільної освіти. Опис подій до 1285 року є компіляцією з інших джерел: Хронографа, Софійського, Новгородського, Суздальського літописів. Цінну частину становить переказ тверського літописного зводу 1375 року та його редакція XV ст., створена під московським впливом. Опис подій за XV ст. фрагментарний і не виражає позиції тверських князів. Вперше опублікований 1863 року в Санкт-Петербурзі, в 15 томі серії «Полное собрание русских летописей» за Погодінським списком.

## Списки
- Погодінський список, або Строевський список (Російська національна бібліотека, зібрання Погодіна, № 1414) — на основі цього списку виданий у серії «Полное собрание русских летописей»[2];
- Забелинський список (Державний історичний музей, Музейне зібрання, № 2886)[2];
- Толстовський список (Російська національна бібліотека, F.IV.214)[2].

## Зміст
Перша частина Тверського літопису, до 6793 (1285) року — це ростовський літописний звід, близький до Єрмолінського і Львівського літописів. У ній також виявлено значні запозичення з Новгородського першого літопису. Судячи по замітках, які розміщені у Тверському літописі під 6496 і 6527 роками, упорядник всього Тверського збірника був ростовцем-простолюдином, який писав в 1534 році. Очевидно, він включив до своєї компіляції тверський літопис кінця XV ст., що опинився в його руках. 
Текст Тверського літопису за 6793—6883 роки (за винятком розділу 6849—6871 років ростовського походження) збігається (до 6836 року повністю, далі — частково) з текстом Рогозького літописця. Текст за 6822—6848 роки схожий із тверським літописними фрагментом 6822—6852 років, який знайшов Арсеній Насонов. Він висловив припущення, що джерелом Твеського літопису та Рогозького літописця був тверський літописний звід 1375 року, укладання якого припинилося внаслідок поразки тверського князя Михайла Олександровича в боротьбі за престол великого князя володимирського.
На думку Насонова, загальним протографом Тверського літопису та Рогозького літописця був не сам звід 1375 року, а його редакція 1455 року складена в Твері під впливом «зводу 1448 року» — спільного протографа Софійського першого і Новгородського четвертого літописів. Однак рис впливу загального протографа цих літописів у тексті Тверського літопису та Рогозького літописця не виявлено. Їхній схожий текст відбиває вплив зводу 1408 року, який читається у Троїцькому літописі, або попередньому зводі кінця XIV ст. Ймовірно, з цього джерела до протографа Тверського літопису і Рогозького літописця потрапили відомості про «тишу велику» за Івана Калити, про успішне повернення з Орди на Русь московських князів, жалуваних «богом і царем», та інші. Цих відомостей немає в тверському літописному фрагменті 6822—6852 років; цей фрагмент, очевидно, відзеркалював початковий текст тверського зводу 1375 року, а Тверський літопис і Рогозький літописець — його редакцію початку XV ст., створену під впливом московського літописання.
На основі тексту Тверського літопису реконструюють назву тверського зводу 1375 року. У Погодінському і Забелінському списках після 1402 року є розділ, іменований «Предисловие летописца княжения Тферскаго благоверных князей Тферских», де автор спирається на більш ранній літопис —  «якоже Володимирский полихрон… яве указует и пречестнейша сего в князех являет, словуще имя Михаила Александровича». Ймовірно, тверський звід 1375 року був складений для легітимізації прав Михайла Олександровича на володимирський престол, і називався «Володимирським поліхроном». У Тверському літописі текст літописного зводу 1375 року був продовжений тверськими новинами аж до 1486 року — часу поглинання Твері Московією. Характер цього зводу не зрозумілий.
У двох випадках текст Тверського літопису подібний до тексту тверської редакції 1412 року загальноросійського зводу початку XV ст., що відобразилося у Рогозькому літописці й Симеонівському літописі: збігаються звістка 1392 року про приєднання Нижнього Новгорода і фрагмент розповіді про подій перед навалою Едигея. 
Загалом тверські відомості за XV ст. у Тверському літописі фрагментарні і не виражають позиції тверських князів. Уривок з тверського великокнязівського літопису зберігся, ймовірно, у складі Похвального слова великому князю Борису Олександровичу тверського інока Фоми, але цей уривок не має нічого спільного з текстом Тверського літопису. Можливо, що в Тверському літописі, до нас дійшов текст іншого тверського літопису, непов'язаної із великокнязівської владою.

## Оригінальність
У Тверському літописі містяться оригінальні відомості:
- про розлучення київського князя Володимира Святославича із Рогнедою після прийняття ним хрещення і постригу останньої у черниці під іменем Анастасія[1][3].
- про заснування князем Володимиром Святославичем міста Володимир-на-Клязьмі[1][4].
- про смерть в Новгороді першого архієпископа Іоакима Корсунянина[1][5].
- про те, що автором похвали Дмитру Донському був Софонія Рязанець, брянський боярин[6][7].

## Видання
- Полное собрание русских летописей (ПСРЛ), Т.15. Летописный сборник, именуемый Тверской летописью. Санкт-Петербург, 1863. (фототипічнне видання: Москва, 1965)
  - Електронна бібліотека Інституту історії України [Архівовано 5 січня 2020 у Wayback Machine.]  [Архівовано 15 грудня 2019 у Wayback Machine.]
  - Лѣтописный Сборникъ, именуемый Тверскою Лѣтописью [Архівовано 5 січня 2020 у Wayback Machine.] // Російська державна бібліотека
- Тверские летописи. Древнерусские тексты и переводы. Тверь. Тверское книжно-журнальное издательство, 1999.  [Архівовано 13 лютого 2008 у Wayback Machine.]